# Johan Sandström (formgivare)
För andra betydelser, se Johan Sandström.
Johan Sandström, egentligen Kjell-Johan Sandström, född 22 mars 1977 i Umeå, är en svensk formgivare och civilingenjör. 
Sandström blev framröstad som designvinnare under Designåret 2005. Under Designåret deltog över 8 000 svenskar i en omröstning för att välja ut smart och unik inredningsdesign. Vinnande designkoncept, bland fler än 5 000 bidrag, blev Sandströms hylla för outnyttjade utrymmen. Han introducerade härmed ett nytt sätt att använda och placera möbler.
Sandström har även varit framgångsrik när det gäller tävlingar på internet och i butiker.